# 寺小屋グループ
寺小屋グループ（てらこやグループ）は、愛媛県松山市に本社を置き、愛媛県・香川県・徳島県にて学習塾などを経営している企業。

## 概要
通常の学習塾事業のほか英語学習、プログラミング教室、AIを併用した個別最適学習といった新規分野も手掛けている。また、愛媛県にて県模試を作成し、実施している。

## 沿革
- 2020年12月 - 少子化や全国大手塾の進出に対応するため、2020年より香川県にて「啓真館」などを展開する学習塾企業「ケイシングループ」と業務提携を開始。吸収分割により新規法人「株式会社寺小屋」を設立。代表取締役はケイシングループの代表である原田真一[1]。
- 2021年3月 - （旧）寺小屋グループから業務の一部を継承。
- 2023年9月 - ケイシングループとの提携を解消。
- 2024年12月 - 首都圏の総合学習塾「やる気スイッチグループ」に全株式を譲渡。やる気スイッチグループの連結子会社となる[2]。

## 展開している塾・予備校
- 寺小屋グループ（一斉指導）
- TOP-PA（個別指導）
- TOP-ONE（中学受験）
- 河合塾マナビス
- Class Benesse（進研ゼミ活用）
- タカガワ寺小屋ゼミ

※そのほかatama+やフレンズフォレスタを導入